# Weißer Volta
Der Weiße Volta oder  Nakambé  ist ein Fluss im westlichen Afrika und einer der Quellflüsse des Volta.

## Verlauf

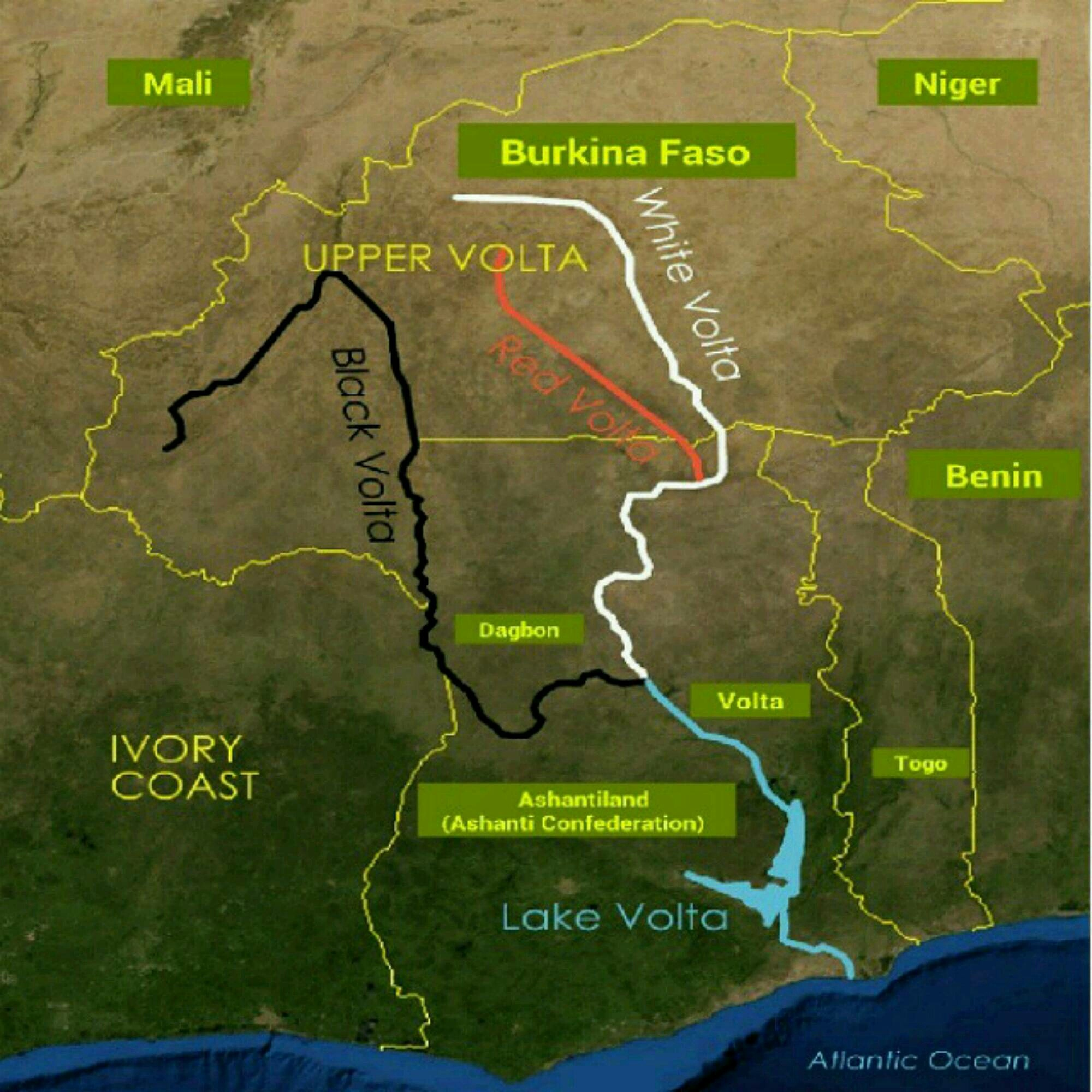
Schwarzer, Roter und Weißer Volta sowie der vereinigte Fluss.

Der Fluss entspringt in Burkina Faso, nordöstlich von Ouahigouya und ist etwa 900 km lang. Er fließt zunächst nach Süden. Nach etwa 100 km knickt er nach Osten ab. Nach weiteren etwa 100 km schwenkt er erneut gen Süden und fließt auf die Grenze zu Ghana zu. Im Süden Burkina Fasos, nahe Zabré wird er zum Bagré-Stausee aufgestaut. Einige Kilometer nach dem Überschreiten der Grenze, die er für 7 km bildet, knickt er nach Westen ab und nimmt einen wichtigen Nebenfluss, den Roten Volta – auch Nazinon genannt, auf. Bald darauf knickt er erneut nach Süden ab und nimmt einen weiteren wichtigen Nebenfluss, den Kulpawn, auf. Nachdem der Weiße Volta knapp 100 km weiter erneut seine Richtung nach Westen geändert hat, schwenkt er wieder in einem weiten Bogen nach Süden und vereint sich mit dem Schwarzen Volta unter der Bildung des Volta. Der Zusammenfluss der beiden Flüsse befindet sich inzwischen, je nach Wasserstand, im Volta-Stausee.
Das Einzugsgebiet teilt sich etwa hälftig auf Ghana und Burkina Faso auf. Ein sehr kleiner Teil wird über seinen Nebenfluss Morago aus Togo gespeist.

## Nebenflüsse
Nebenflüsse des Weißen Volta: Massili, Roter Volta (Nazinon), Asibilika, Kulpawn, Nasia, Nabogo, Mole

## Hydrometrie
Die Durchflussmenge des Weißen Volta wurde über 31 Jahre (1953–1974) in Nawuni etwa 200 Kilometer flussaufwärts von der Mündung gemessen (in m³/s).
- Diagrammdaten:
- Definition |
- Rohdaten |
- Hilfe